# Воррен Галл
Джон Воррен Галл (англ. John Warren Hull; 17 січня 1903, Гаспорт, Нью-Йорк, США — 14 вересня 1974, Вотербері, Коннектикут) — американський актор, співак і телеведучий, був активний у 1930—1960 роки. Один з найпопулярніших серіальних акторів у жанрі пригодницького бойовика.

## Ранні роки

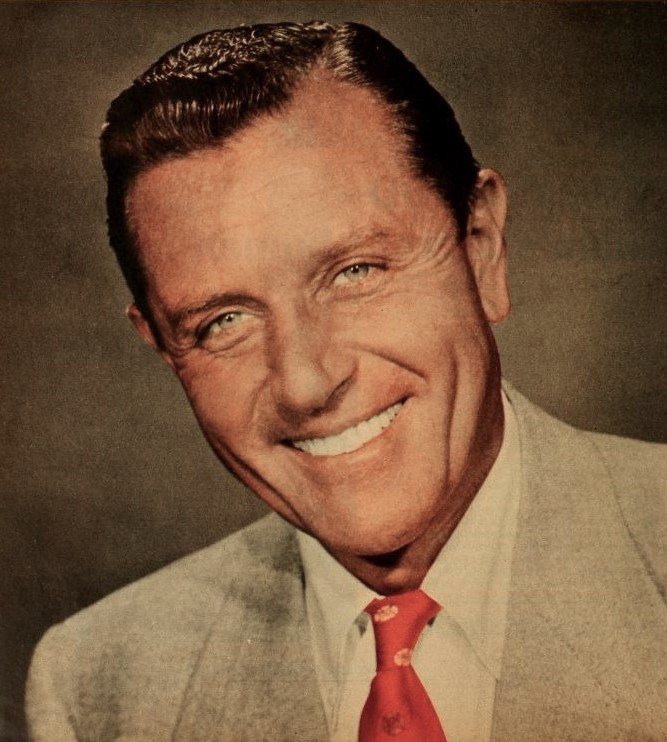
Воррен Галл у 1953 році

Народився у Гаспорті, штат Нью-Йорк, Галл був одним з трьох дітей у сім'ї квакерів Джона та Лори (уроджена Шафер) Галлів. Навчався у Локпортській школі, яку закінчив у 1922 році. Вступив до Нью-Йоркського університету з наміром отримати бізнес-освіту. Пізніше вирішив зайнятися музичною кар'єрою та вступив до Істменської школи музики, де вивчав вокал. Після закінчення навчання переїхав до Нью-Йорка, де став хористом в операх й оперетах Шуберта. Він виконував ролі у двох бродвейських мюзиклах: головну роль Джека Неглі у «Моєму Мериленді» (1927) та Джека Вейна у «Дощі чи світлі» (1928).
У 1923 році почав працювати диктором на радіо. Був ведучим першої радіопрограми «Твій хіт-парад», а також працював диктором «Шоу Беатріс Ліллі».

## Кар'єра

### Кіно
У середині 1930-х років Галл долучився до кіно. Дебютував на екрані у 1934 році зі студією короткометражних фільмів Educational Pictures. Зіграв разом зі співачкою Сільвією Фрус у серії музичних комедій «Молодий романс», знятих у Нью-Йорку. Галл часто приєднувався до Фрус як співак. У 1935 році підписав контракт з Warner Bros. і наступні кілька років виконував головні ролі у драмах і мюзиклах.
Після закінчення контракту з Warner Bros. Галл працював з іншими студіями. Він з'явився разом з Патрісією Елліс, однією з його провідних акторок у Warner, у мюзиклі «Ритм у хмарах» (1937) від Republic Pictures. Він також зіграв романтичні головні ролі в серії фільмів Monogram Pictures. Двома найвідомішими появами Галла у цей період були з Борисом Карлоффом у фільмах «Ходячі мерці» (1936) і «Нічний ключ» (1937). У деяких ранніх ролях його зазначають як Дж. Воррен Галл.
У 1938 році Columbia Pictures розірвала свою співпрацю з братами Вайс, незалежними продюсерами, які знімали пригодницькі серіали, і вирішила створити власні проєкти. Галл отримав контракт на знімання у серіалу «Мережа Павука» (1938), основаного на персонажі популярного журналу. Галл виконав три ролі: криміналіста Річарда Вентворта, альтер его Павука в масці та накидці та ганебного бандита Блінкі Макквейда. Галл привніс свіже почуття гумору у свої серіальні ролі; він, мабуть, єдиний серіальний герой, який коли-небудь сміється на екрані. Згідно з підрахунками, опублікованими у «Motion Picture Herald», Галл утримав аудиторію, яка стежила за захопливими подвигами Павука, зробивши серіал найпопулярнішим і найприбутковішим того року, випередивши з великим відривом «Бака Роджерса» та «Діка Трейсі: Повернення».
Задоволена грою Галла, Columbia вибрала його на роль Мандрейка Чарівника для свого серіалу 1939 року. Кіностудія Universal Pictures зняла його у головній ролі у серіалі «Зелений шершень завдає удар у відповідь!» (1941) і Columbia повернула його у ролі Павука у «Павук повертається» (1941).

### Радіо та телебачення
У середині 1940-х років Галл повернувся до радіомовлення, часто з'являючись у таких програмах, як «Your Hit Parade» і «Vox Pop». Під час Другої світової війни подорожував країною та Канадою, ставлячи «Vox Pop» перед військовослужбовцями у таборах і на базах. Після війни вів трансляції «Vox Pop» з Франції, Великої Британії, Аляски та Пуерто-Рико. У 1947 році був ведучим власного шоу на радіо CBS. Протягом цього часу Галл також вів «Cavalcade of Bands» для радіо Dumont.
У 1948 році замінив Тодда Рассела на посаді ведучого радіоігрового шоу «Strike It Rich». Галл продовжив вести його після адаптації для телебачення у 1951 році. Ця телевікторина принесла Галлу найбільшу популярність і він залишався її ведучим до закриття у 1958 році.
Галл також був ведучим «Spin to Win», телегри, створеної командою Марка Гудсона та Білла Тодмана. У 1953—1954 роках колишня міс Америка Бесс Маєрсон була його співведучою телегри «The Big Payoff»; Галл час від часу заміняв постійного співведучого Роберта Пейджа. Протягом наступних двох десятиліть вів такі телепрограми, як-от «Top Dollar», «Beat the Odds» і «Public Prosecutor». На початку 1960-х років залишив роботу та жив у Вірджинії-Біч, штат Вірджинія. У 1962 році став ведучим телегри «Who in the World».

## Особисте життя
Був одружений чотири рази та мав чотирьох дітей. Його перші три шлюби закінчилися розлученням. Четвертий шлюб з Сюзан Фоссум Стівенс тривав до його смерті у 1974 році.

## Смерть
14 вересня 1974 року Галл помер від застійної серцевої недостатності у лікарні у Вотербері, штат Коннектикут, у віці 71 року. Похорон відбувся 18 вересня у церкві Богоявлення у Саутбері, штат Коннектикут. Його поховано на Новому Північному цвинтарі у Вудбері, округ Літчфілд, штат Коннектикут.
За внесок у радіо- та телеіндустрію Галл має дві зірки на Голлівудській алеї слави. Його зірка за внесок у радіо розташована за адресою 6270 Голлівудський бульвар, а зірка за телебачення — за адресою 6135 Голлівудський бульвар.

## Фільмографія
| Рік  |   | Українська назва                          | Оригінальна назва               | Роль                                  |
| ---- | - | ----------------------------------------- | ------------------------------- | ------------------------------------- |
| 1935 | ф | Особистий секрет покоївки                 | Personal Maid's Secret          | Джиммі                                |
| 1935 | ф | Міс Тихоокеанського флоту                 | Miss Pacific Fleet              | сержант Том Фостер                    |
| 1936 | ф | Любов першокурсника                       | Freshman Love                   | Боб Вілсон                            |
| 1936 | ф | Ходячі мерці                              | The Walking Dead                | Джиммі                                |
| 1936 | ф | Закон в її руках                          | The Law in Her Hands            | Роберт Мітчелл                        |
| 1936 | ф | Сильний шум                               | The Big Noise                   | Кен Мітчелл                           |
| 1936 | ф | Бенгальський тигр                         | Bengal Tiger                    | Джо Ларсон                            |
| 1936 | ф | Любов починається у 20                    | Love Begins at 20               | Джеррі Вейн                           |
| 1936 | ф | Втікач у небі                             | Fugitive in the Sky             | Террі Брюер                           |
| 1937 | ф | Секретар її чоловіка                      | Her Husband's Secretary         | Бартон «Барт» Кінгдон                 |
| 1937 | ф | Нічний ключ                               | Night Key                       | Джим Треверс                          |
| 1937 | ф | Майкл О'Галлоран                          | Michael O'Halloran              | Доктор Дуглас Брюс                    |
| 1937 | ф | Ритм у хмарах                             | Rhythm in the Clouds            | Боб Маккей                            |
| 1937 | ф | Райський острів                           | Paradise Isle                   | Кеннеді                               |
| 1937 | ф | Наречена для Генрі                        | A Bride for Henry               | Генрі Таттл                           |
| 1938 | ф | Гаваї викликають                          | Hawaii Calls                    | Мілберн                               |
| 1938 | с | Мережа Павука                             | The Spider's Web                | Річард Вентворт/Павук/Блінкі Макквейд |
| 1938 | ф | Розгром шпигунського кільця               | Smashing the Spy Ring           | Філ Данлеп                            |
| 1939 | ф | Зоряний репортер                          | Star Reporter                   | Джон Рендолф/Джон Чарльз Бентон       |
| 1939 | с | Мандрейка Чарівника                       | Mandrake the Magician           | Мандрейк Чарівник                     |
| 1939 | ф | Чи варто дівчині виходити заміж?          | Should a Girl Marry?            | Доктор Роберт Бенсон                  |
| 1939 | ф | Дівчина з Ріо                             | Girl from Rio                   | Стівен Ворд                           |
| 1939 | ф |                                           | Crashing Thru                   | Констебль Келлі                       |
| 1940 | ф | Рейс Юкон                                 | Yukon Flight                    | Білл Шиплі                            |
| 1940 | ф | Прихований ворог                          | Hidden Enemy                    | Білл Макгрегор                        |
| 1940 | ф | Самотній вовк зустрічає леді              | The Lone Wolf Meets a Lady      | Боб Пеньон                            |
| 1940 | ф | Остання тривога                           | The Last Alarm                  | Френк Роджерс                         |
| 1940 | ф | Позначені чоловіки                        | Marked Men                      | Білл Карвер                           |
| 1940 | ф |                                           | Ride, Tenderfoot, Ride          | Дональд Грегорі                       |
| 1940 | ф | Засіб для збагачення                      | Remedy for Riches               | Том Стюарт                            |
| 1940 | с | Зелений шершень наносить удар у відповідь | The Green Hornet Strikes Again! | Брітт Рід/Зелений Шершень             |
| 1941 | ф | Павук повертається                        | The Spider Returns              | Річард Вентворт/Павук/Блінкі Макквейд |
| 1941 | ф | Бауерський бліцкриг                       | Bowery Blitzkrieg               | Том Брейді                            |